# Fußball-Weltmeisterschaft 1990/Costa Rica
Dieser Artikel behandelt die costa-ricanische Fußballnationalmannschaft bei der Fußball-Weltmeisterschaft 1990.

## Qualifikation

### Erste Runde
| Costa Rica | - | Panama     | 1:1 |
| Panama     | - | Costa Rica | 0:2 |

### Zweite Runde
Aufgrund der Disqualifikation Mexikos kam Costa Rica automatisch in die Finalrunde.

### Finalrunde
| Guatemala          | - | Costa Rica         | 1:0 |
| Costa Rica         | - | Guatemala          | 2:1 |
| Costa Rica         | - | Vereinigte Staaten | 1:0 |
| Vereinigte Staaten | - | Costa Rica         | 1:0 |
| Trinidad & Tobago  | - | Costa Rica         | 1:1 |
| Costa Rica         | - | Trinidad & Tobago  | 1:0 |
| El Salvador        | - | Costa Rica         | 2:4 |
| Costa Rica         | - | El Salvador        | 1:0 |

## Costa-ricanisches Aufgebot
| Nummer     | Name                | Damaliger Verein     | Geburtstag | Länderspiele |
| Torhüter   | Torhüter            | Torhüter             | Torhüter   | Torhüter     |
| ---------- | ------------------- | -------------------- | ---------- | ------------ |
| 1          | Luis Gabelo Conejo  | AD Ramonense         | 13.08.1959 |              |
| 21         | Hermidio Barrantes  | Deportivo Puntarenas | 02.09.1964 |              |
| 22         | Miguel Segura       | Deportivo Saprissa   | 02.09.1963 |              |
| Abwehr     |                     |                      |            |              |
| 2          | Vladimir Quesada    | Deportivo Saprissa   | 12.05.1966 |              |
| 3          | Róger Flores        | Deportivo Saprissa   | 26.05.1959 |              |
| 4          | Rónald González     | Deportivo Saprissa   | 08.08.1970 |              |
| 5          | Marvin Obando       | CS Herediano         | 04.04.1960 |              |
| 13         | Miguel Davis        | LD Alajuelense       | 18.06.1966 |              |
| 15         | Rónald Marín        | CS Herediano         | 02.11.1962 |              |
| 18         | Geovanny Jara       | CS Herediano         | 02.07.1969 |              |
| 20         | Mauricio Montero    | LD Alajuelense       | 19.10.1963 |              |
| Mittelfeld |                     |                      |            |              |
| 6          | José Carlos Chaves  | LD Alajuelense       | 03.09.1958 |              |
| 8          | Germán Chavarría    | CS Herediano         | 19.03.1958 |              |
| 10         | Óscar Ramírez       | LD Alajuelense       | 08.12.1964 |              |
| 12         | Róger Gómez         | CS Cartaginés        | 07.02.1965 |              |
| 14         | Juan Cayasso Reid   | Deportivo Saprissa   | 24.06.1961 |              |
| 16         | José Jaikel         | Deportivo Saprissa   | 03.04.1966 |              |
| 19         | Héctor Marchena     | CS Cartaginés        | 04.01.1965 |              |
| Angriff    |                     |                      |            |              |
| 7          | Hernán Medford      | Deportivo Saprissa   | 23.05.1968 |              |
| 9          | Alexandre Guimarães | Deportivo Saprissa   | 07.11.1959 |              |
| 11         | Claudio Jara        | CS Herediano         | 06.05.1959 |              |
| 17         | Roy Myers           | Deportiva Limonense  | 13.04.1969 |              |
| Trainer    |                     |                      |            |              |
|            | Bora Milutinović    |                      | 07.09.1944 |              |

## Spiele der costa-ricanischen Mannschaft

### Vorrunde
- Costa Rica −  Schottland 1:0 (1:0)

Stadion: Stadio Luigi Ferraris (Genua)
Zuschauer: 30.867
Schiedsrichter: Loustau (Argentinien)
Tore: 1:0 Cayasso (49.)
- Brasilien −  Costa Rica 1:0 (0:0)

Stadion: Stadio delle Alpi (Turin)
Zuschauer: 58.007
Schiedsrichter: Jouini (Tunesien)
Tore: 1:0 Müller (33.)
- Schweden −  Costa Rica 1:2 (1:0)

Stadion: Stadio Luigi Ferraris (Genua)
Zuschauer: 30.223
Schiedsrichter: Petrović (Jugoslawien)
Tore: 1:0 Ekström (32.), 1:1 Flores (75.), 1:2 Medford (88.)
Brasilien hatte sich unter Trainer Lazaroni eine äußerst defensiv angelegte Taktik angewöhnt. Das Resultat in der Gruppe C waren drei knappe Siege des Ex-Weltmeisters, die den Gruppensieg bedeuteten, aber die Zuschauer aufgrund der dürftigen Vorstellungen enttäuscht zurückließen. Sensationell war der Auftritt Costa Ricas, das die Schotten und die Schweden 1:0 und 2:1 ausknockte und hinter sich ließ. Die Schotten konnten wenigstens noch einen 2:1-Erfolg gegen die Skandinavier verbuchen, mussten aber auch die Heimreise antreten.

### Achtelfinale
| 47.673 | Stadio San Nicola (Bari) | Tschechoslowakei | Costa Rica | Kirschen (DDR) | 4:1 (1:0) | 1:0 Skuhravý (12.) 1:1 González (54.) 2:1 Skuhravý (63.) 3:1 Kubík (75.) 4:1 Skuhravý (82.) |

Tomas Skuhravy, Torjäger der CSFR, schoss mit seinen drei Treffern Costa Rica fast im Alleingang ab. Eine Stunde lang hatten die Mittelamerikaner die Begegnung noch ausgeglichen gestalten können, dann setzte sich die Spielstärke der Osteuropäer durch. Mit 4:1 fiel der Sieg letztlich eindeutig aus.